# Jesenická oblast
Jesenická oblast (Východosudetská oblast) neboli Východní Sudety (pol. Sudety Wschodnie, něm. Ostsudeten) je geomorfologická oblast rozkládající se na pomezí polského a českého Slezska, východních Čech a severní Moravy. Na západě u obce Heřmanice u Králík navazuje na Orlickou oblast (Mladkovské sedlo (Przelęcz Międzyleska), stejně jako celá Kladská kotlina, ještě patří do Orlické oblasti), na severu přechází v Krkonošsko-jesenické podhůří (Przedgórze Sudeckie), na severovýchodě se dotýká Slezské nížiny, na jihovýchodě ji Moravské úvaly (Západní Vněkarpatské sníženiny) oddělují od Karpat. Na jihu leží Brněnská vrchovina, která patří do Českomoravské subprovincie.

## Členění
Jesenická oblast se dělí na následující celky:
- Králický Sněžník (Masyw Śnieżnika)
- Rychlebské hory (Góry Złote)
- Hrubý Jeseník
- Nízký Jeseník
- Hanušovická vrchovina
- Zábřežská vrchovina
- Mohelnická brázda
- Zlatohorská vrchovina (Góry Opawskie)

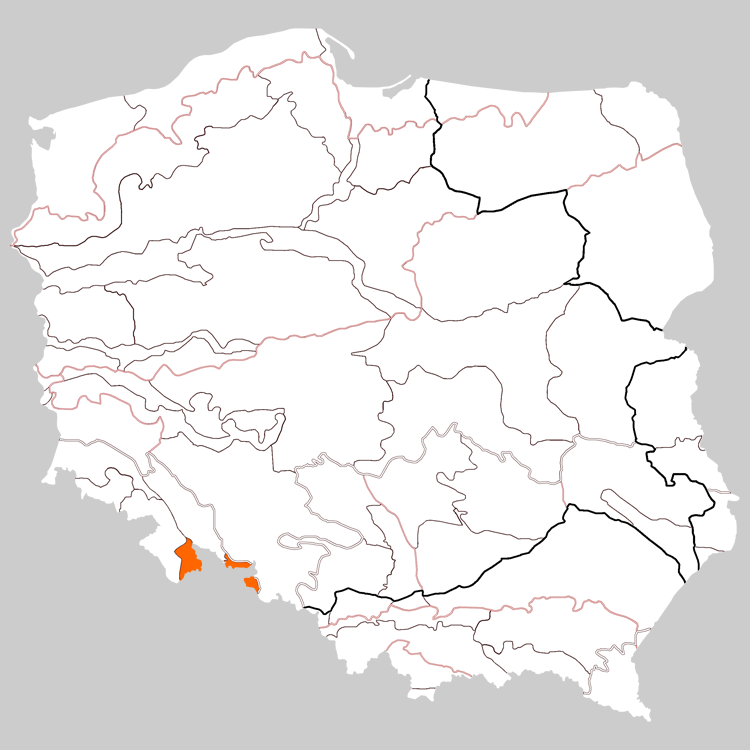
Jesenická oblast v rámci Polska

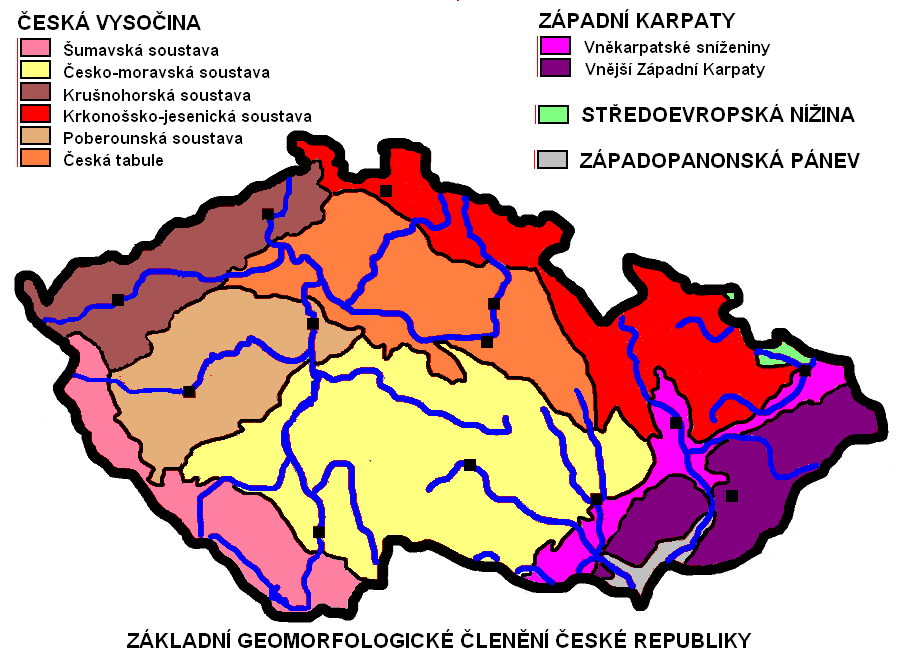
Geomorfologické členění České republiky

Geomorfologické členění polské části Sudet

Geomorfologické členění Sudet

## Cestovní ruch
V jádru oblasti se dosud rozvíjí (s proměnlivou intenzitou tempa růstu návštěvnosti i investic do patřičné infrastruktury) cestovní ruch. Uvedenou oblast jako turistickou destinaci (s výjimkami částí např. mohelnické brázdy) zastupuje nevládní nezisková organizace Jeseníky - Sdružení cestovního ruchu, které zastupuje subjekty z veřejného, soukromého i nevládního sektoru.
Ohledně vymezení turistické destinace Jeseníky panovaly (a někdy stále panují) různé pochybnosti a spory. Ovšem tradiční a historické vymezení Jesenickou oblastí se prokázalo jako nejvhodnější a v praxi cestovního ruchu i nejsmysluplnější z hlediska návštěvníků Jeseníků.